# Aqchan
Aqchan é uma cidade do Afeganistão localizada na província de Jowzjan.